# Metodologia szkoły austriackiej
Metodologia szkoły austriackiej – normatywna teoria metod ekonomii wypracowana w ramach austriackiej szkoły ekonomicznej. Cechuje się ona:
- antyempiryzmem: krytycznym podejściem do empirycznego testowania (weryfikowania lub falsyfikowania) teorii ekonomicznych;
- dezaprobatą dla matematycznego modelowania zjawisk gospodarczych;
- aprioryzmem: aprobatą dla dedukcyjnego budowania teorii ekonomicznych na podstawie ustalonych aksjomatów
- indywidualizmem metodologicznym: przekonaniem, że analiza zjawisk społecznych powinna rozpoczynać się od badania zachowań jednostek
- subiektywizmem metodologicznym: przekonaniem, że decydujący wpływ na zjawiska społeczne mają czynniki subiektywne: wiedza, przesądy, potrzeby i przekonania osób biorących udział w tych zjawiskach.

## Historia
Metodologia szkoły austriackiej kształtowała się stopniowo w wyniku szeregu sporów metodologicznych jakie toczyli ekonomiści austriaccy ze zwolennikami innych nurtów ekonomii. Pierwszy taki spór został zapoczątkowany przez założyciela szkoły austriackiej Carla Mengera publikacją Zasad ekonomii, w których dowodził, że istnieją powszechne i niezmienne prawa ekonomii odkrywane w drodze dedukcji. Niedługo po wydaniu, latach 80. XIX w., książka spotkała się z negatywną reakcją zwolenników niemieckiej szkoły historycznej, w szczególności Gustava von Schmollera. Twierdzili oni, że prawa ekonomii obowiązują jedynie w określonym czasie i miejscu, w związku z czym właściwych metod ich badania dostarcza historia. Spór nie został rozstrzygnięty, ale doprowadził do pierwszego sformułowania metodologicznych postulatów szkoły austriackiej.
Kolejna polemika metodologiczna szkoły austriackiej odbyła się w latach 90. XIX w. między Eugenem von Böhm-Bawerkiem a Johnem Batesem Clarkiem. Polemika została poprzedzona dyskusją o pochodzenie stopy procentowej. Eugen von Böhm-Bawerk, rozwijając koncepcje Mengera, twierdził, że stopa procentowa jest pochodną faktu, że ludzie preferują dobra teraźniejsze nad dobra przyszłe. John Bates Clark podtrzymywał starszą teorię, zgodnie z którą stopa procentowa jest determinowana przez krańcową produktywność kapitału. Aby ją obronić przed zarzutami Böhm-Bawerka, Clark odrzucił Mengerowską koncepcję ludzkiego działania. W wyniku sporu, ekonomiści austriaccy zaczęli podkreślać znaczenie prakseologii – nauki o ludzkim działaniu, jako podstawowego źródła twierdzeń ekonomicznych.
W latach 20. i 30. XX w. odbył się trzeci, istotny dla rozwoju szkoły austriackiej, spór metodologiczny. Dotyczył on zagadnienia możliwości efektywnej alokacji zasobów w gospodarce centralnie sterowanej. Ludwig von Mises przedstawił problem kalkulacji ekonomicznej, który świadczył przeciwko takiej możliwości. W odpowiedzi Oskar Lange zaproponował sposób rozwiązania tego problemu w warunkach socjalizmu. Wykorzystał w tym celu Walrasowską teorię równowagi ogólnej oraz koncepcję zewnętrznego licytatora równoważącego rynek metodą prób i błędów. Ekonomiści austriaccy, odrzucając rozwiązanie Langego, przeciwstawili się matematycznemu modelowaniu zjawisk ekonomicznych, jako metodzie, która z konieczności pomija subiektywne oraz instytucjonalne czynniki przebiegu procesów gospodarczych.

## Epistemologia charakterystyczna dla szkoły austriackiej
Szkoła austriacka, już od momentu swojego powstania, była związana z realistycznym nurtem epistemologii. Jego przedstawiciele twierdzą, że byty materialne, mentalne i społeczne posiadają realne istnienie oraz mogą być przedmiotem obiektywnego poznania. Podstawową metodą poznawczą jest abstrakcja polegająca na oddzieleniu generalnych od indywidualnych cech przedmiotów. Charakterystyczne dla realizmu epistemologicznego jest też przekonanie, że naukowe metody badawcze nie różnią się istotnie od metod, jakimi na co dzień posługują się ludzie.
Ekonomiści austriaccy, przede wszystkim Ludwig von Mises oraz Friedrich August von Hayek wyróżniają dwa podstawowe przedmioty poznania i co za tym idzie dwa główne rodzaje badań naukowych:
- przyrodnicze: zajmujące się badaniem zjawisk przyrodniczych (fizyka, chemia, biologia itp.);
- społeczne: zajmujące się badaniem faktów społecznych (socjologia, psychologia, ekonomia, nauki polityczne itp.).

Ponadto wskazują oni na dwie grupy nauk o wyróżnionym statusie:
- nauki aprioryczne: zajmujące się badaniem relacji między pojęciami (matematyka, logika, prakseologia);
- historię: nauka z pogranicza nauk społecznych i przyrodniczych, zajmująca się badaniem działań człowieka z przeszłości za pomocą ich materialnych pozostałości.

Zdaniem ekonomistów austriackich, nauki przyrodnicze i społeczne zajmują się fundamentalnie innymi przedmiotami badań. W związku z tym powinny posługiwać się różnymi metodami. Współcześnie jednak, zgodnie z diagnozą Hayeka, pod wpływem scjentyzmu, przedstawiciele nauk społecznych adaptują metody specyficzne dla nauk przyrodniczych do badania zjawisk społecznych. Do metod tych zaliczają się:
- obserwacja;
- eksperyment;
- gromadzenie faktów empirycznych i ich obróbka statystyczna celem wykrycia prawidłowości;
- matematyczne modelowanie prawidłowości empirycznych;
- formułowanie prognoz na podstawie modeli przebiegu badanych zjawisk i ich empiryczna weryfikacja.

## Program negatywny metodologii szkoły austriackiej
Przedstawiciele szkoły austriackiej twierdzą, że stosowanie wyżej wymienionych metod nauk przyrodniczych do badania zjawisk społecznych nie może przynieść satysfakcjonujących rezultatów. Jest tak dlatego, że zjawiska społeczne są pochodną działań poszczególnych ludzi, a o ich przebiegu decydują fundamentalnie inne czynniki, niż w przypadku zjawisk przyrodniczych, takie jak cele, zasoby, wiedza, motywacja, instytucje itp. Ponadto zjawiska społeczne charakteryzują się dużą złożonością (o ich przebiegu decyduje splot wielu czynników) i niepowtarzalnością, dlatego niemożliwe jest prowadzenie w ich dziedzinie eksperymentów. Niemożliwe jest też wyizolowanie wpływu poszczególnych czynników na przebieg zjawisk oraz weryfikacja prognoz. W związku z tym ekonomiści austriaccy proponują własną metodologię tych nauk. Składa się ona z programu negatywnego, czyli określenie metod, których nauki społeczne nie powinny stosować, oraz programu pozytywnego, czyli wyliczenie i uzasadnienie właściwych metod nauk społecznych. Pierwszy z wymienionych programów składa się następujących postulatów:
- nauki społeczne nie powinny wyciągać wniosków z faktów empirycznych, w tym z badań statystycznych;
- nauki społeczne nie powinny wykonywać eksperymentów;
- nauki społeczne nie powinny budować matematycznych modeli zjawisk i procesów społecznych.

## Program pozytywny metodologii szkoły austriackiej
Ekonomiści austriaccy podzielają program pozytywny metodologii w mniejszym stopniu niż negatywny. Niemniej istnieją przynajmniej dwa zbliżone nurty poglądów na to, jak powinny wyglądać metody ekonomii. Nurty te różnią się przede wszystkim stosunkiem do badań empirycznych. Część ekonomistów austriackich, przede wszystkim Ludwig von Mises, Murray Rothbard, radykalnie przeciwstawia się wykorzystywaniu badań empirycznych do weryfikacji lub falsyfikacji teorii ekonomicznych. Z drugiej strony, ekonomiści, tacy jak Friedrich August von Hayek oraz Israel Kirzner, podchodzą do tego zagadnienia bardziej liberalnie. Twierdzą oni, że badania empiryczne mogą być jednym ze źródeł teorii ekonomicznej. W każdym razie teoria nie powinna być z nimi niezgodna.
Niezależnie od wskazanych wyżej różnic zdań, metodą badawczą zalecaną przez wszystkich (co do zasady) ekonomistów szkoły austriackiej jest dedukcja poszczególnych twierdzeń ekonomii ze zbioru aksjomatów zaczerpniętych z prakseologii. Aksjomaty te, nie są ustalane arbitralnie, ale mają odzwierciedlać intuicyjną wiedzę o ludzkim działaniu. Do najważniejszych aksjomatów prakseologii wykorzystywanych w ekonomii austriackiej można zaliczyć:
1. Zasadę indywidualizmu metodologicznego: każde działanie jest wykonywane przez indywidualnego człowieka. Innymi słowami, wszelkie zbiorowości, w tym społeczeństwa działają za pośrednictwem pojedynczych ludzi i z tej perspektywy powinny być analizowane;
2. Zasadę subiektywizmu metodologicznego: o przebiegu działań ludzkich decydują czynniki subiektywne: przekonania, wiedza, przesądy, oczekiwania osoby podejmującej działanie.

Do pozostałych założeń należą między innymi:
1. Każde ludzkie działanie polega na wykorzystaniu dostępnych środków do realizacji określonego celu.
2. Każde ludzie działanie odbywa się w czasie.
3. Jeżeli określony człowiek działa w celu A, rezygnując zarazem z realizacji substytucyjnego celu B, to znaczy, że człowiek ten wyżej ceni cel A niż cel B.

Dedukcja w ekonomii powinna, zdaniem ekonomistów austriackich, przyjąć postać werbalną, a nie sformalizowaną (typową dla logiki matematycznej). Przemawia za tym argument, że sformalizowane ujęcie aksjomatów i wnioskowań dotyczących ludzkiego działania wprawdzie jest precyzyjniejsze, ale pociąga za sobą utratę ich treści.

## Szkoła austriacka a główny nurt ekonomii
| Obszar porównania                         | Szkoła austriacka | Główny nurt ekonomii |
| ----------------------------------------- | --- | --- |
| Rozumienie nauki ekonomii                 | Ekonomia jako teoria ludzkiego działania, dynamiczny proces prakseologiczny | Ekonomia jako teoria decyzji; postrzeganie jej jako nauki o użytkowaniu rzadkich dóbr, mających alternatywne zastosowanie, w celu zaspokojenia potrzeb ludzkich |
| Protagonista procesów społecznych         | Kreatywny przedsiębiorca | Homo oeconomicus |
| Natura informacji                         | Wiedza i informacja są subiektywne, rozproszone i stale się zmieniają (przedsiębiorcza kreatywność). Ostre rozróżnienie pomiędzy wiedzą naukową (obiektywną) i praktyczną (subiektywną)                                                                                          | Przyjmuje się istnienie kompletnej, obiektywnej i niezmiennej informacji o celach i środkach. Nie ma różnicy między wiedzą praktyczną (przedsiębiorczą) a naukową |
| Koszt                                     | Pojęcie subiektywne (zależy od umiejętności odkrywania przez przedsiębiorcę nowych alternatywnych celów) | Obiektywny i stały (może być poznany przez osoby trzecie i zmierzony) |
| Formalizm metodologiczny                  | Logika werbalna (abstrakcyjna i formalna), pozwalająca na integrację subiektywnego czasu oraz twórczego umysłu ludzkiego | Formalizm matematyczny (język symboliczny, typowy dla analizy stałych, bezczasowych zjawisk) |
| Empiryzm w naukach ekonomicznych          | Wnioskowanie aprioryczno-dedukcyjne. Ostre oddzielenie i jednocześnie połączenie teorii (nauki nomotetycznej, science) z historią (nauki idiograficznej, art). Historia nie ma dla teorii mocy dowodu                                                                            | Empiryczna falsyfikacja hipotez (przynajmniej retorycznie) |
| Możliwość stawiania prognoz ekonomicznych | Niemożliwe stawianie szczegółowych prognoz, gdyż to, co się stanie, zależy od jeszcze nie powstałej, przyszłej wiedzy przedsiębiorcy. Można dokonać wyłącznie jakościowych i teoretycznych „prognoz tendencji”, mówiących o skutkach destabilizacji sianej przez interwencjonizm | Prognozy to cel, którego szuka się z pełną premedytacją |
| Kapitał                                   | „Kapitał” uważany jest za heterogeniczny zbiór dóbr kapitałowych, które są stale zużywane i muszą zostać odtworzone | Uważa kapitał za homogeniczny fundusz odtwarzający się samodzielnie |
| Proces produkcji                          | Proces produkcji jest dynamiczny i dzieli się na wiele wertykalnych etapów | Rozważa istnienie horyzontalnej oraz jednowymiarowej struktury produkcji w równowadze |
| Wpływ pieniądza na ceny                   | Pieniądz wpływa na procesy modyfikując strukturę relatywnych cen | Pieniądz wpływa na ogólny poziom cen. Zmiany relatywnych cen nie są brane pod uwagę |
| Oszczędzanie                              | Oszczędzanie odgrywa kluczową rolę i determinuje wertykalne zmiany w strukturze produkcji oraz rodzaj wykorzystywanej technologii | Oszczędzanie nie jest ważne. Kapitał reprodukuje się horyzontalnie (więcej tego samego), a funkcja produkcji jest sztywna i określana przez aktualny stan technologii |
| Popyt na dobra kapitałowe                 | Popyt na dobra kapitałowe jest odwrotnie zależny od popytu na dobra konsumpcyjne. (Każda inwestycja wymaga oszczędzania, a więc poświęcenia konsumpcji w jej czasie) | Popyt na dobra kapitałowe zmienia się w tym samym kierunku, co popyt na dobra konsumenckie |
| Koszty produkcji                          | Zakłada, że koszty produkcji są subiektywne i niezdeterminowane | Koszty produkcji są obiektywne, rzeczywiste i dane z góry |
| Ceny dóbr konsumpcyjnych                  | Uznaje, że to ceny dóbr konsumpcyjnych mają tendencję do determinacji cen dóbr produkcyjnych, a nie odwrotnie | Zakłada, że historyczne koszty produkcji mają tendencję do określania cen rynkowych |
| Stopa procentowa                          | Stopę procentową postrzega jako cenę rynkową określaną poprzez subiektywne wartościowania preferencji czasu. Służy do dyskontowania obecnej wartości przyszłych przychodów | Stopę procentową uważa za zasadniczo determinowaną przez marginalną produktywność lub efektywność kapitału; ma być ona wewnętrzną stopą zwrotu, czyniącą oczekiwane przychody równymi historycznym kosztom produkcji dóbr kapitałowych (uznawanych za zdeterminowane i stałe). Stopa procentowa jest tu głównie zjawiskiem monetarnym |

## Krytyka
Metodologia szkoły austriackiej była krytykowana przede wszystkim przez przedstawicieli głównego nurtu ekonomii, w szczególności Paula Samuelsona i Marka Blauga. Krytyka w największym stopniu dotyczyła antyempiryzmu szkoły austriackiej. Podejście to, Mark Blaug charakteryzuje jako anachroniczne i dogmatyczne, a ponadto sprzeczne z duchem współczesnej nauki.